# Гора Аскрійська
Гора Аскрійська (лат. Ascraeus Mons) — це великий щитовий вулкан, розташований у провінції Тарсис на планеті Марс. Це — найпівнічніший та найвищий із трьох щитових вулканів, відомих під спільною назвою Tharsis Montes. Розташування вулкана відповідає розташуванню класичної деталі альбедо Ascraeus Lacus.
Вулкан Ascraeus Mons був відкритий 1971 року космічним апаратом Марінер-9. Початково він був відомий під назвою North Spot («Північна пляма»), оскільки він був найпівнічнішою із лише чотирьох плям, видимих на поверхні планети через глобальний пиловий шторм, що приховував решту поверхні. Після того, як пил всівся, ці плями виявилися неймовірно високими вулканами, вершини яких вивищувалися над нижчими, наповненими пилом, шарами атмосфери. Вулкан отримав офіційну назву Ascraeus Mons («Гора Аскрійська») 1973 року.

## Загальний опис

Мапа квадрангла Tharsis.

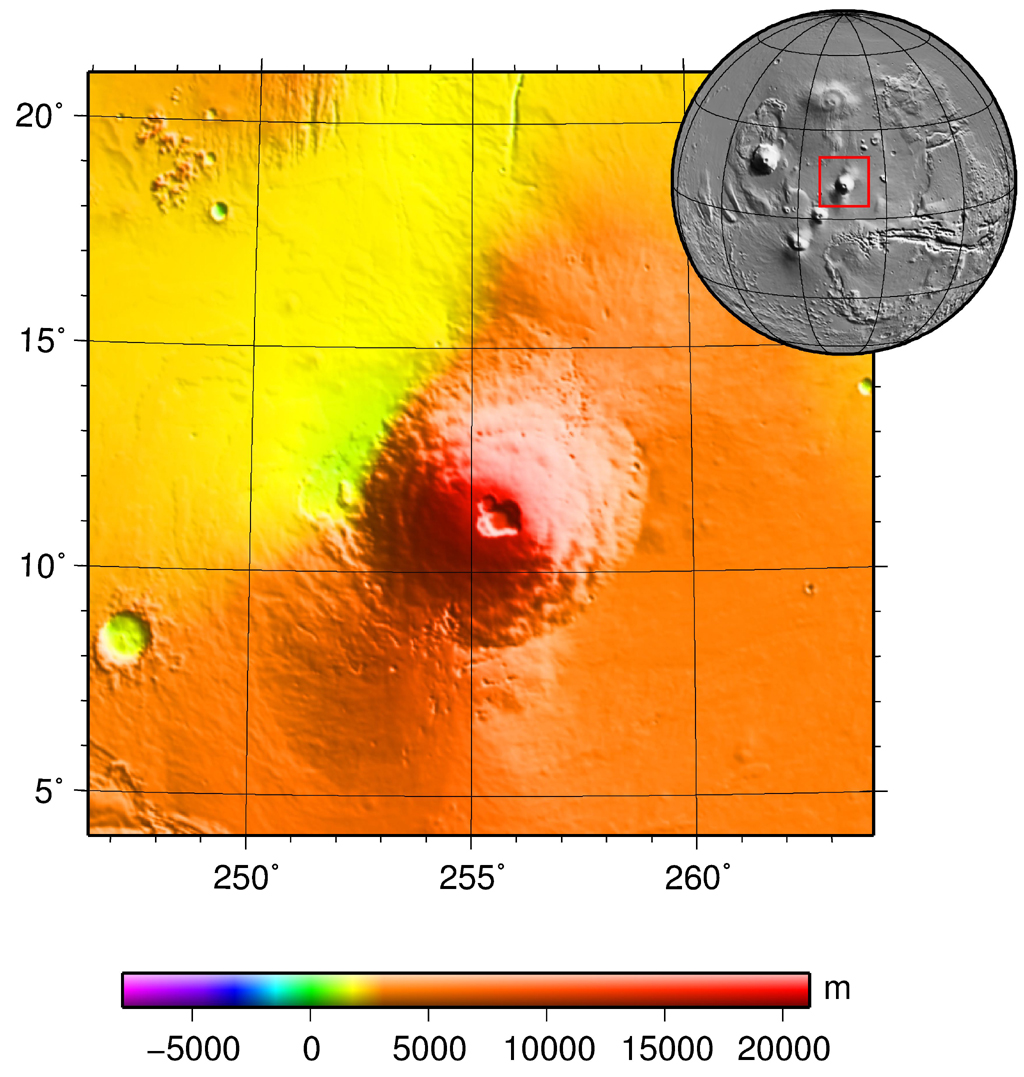
Кольоризована топографія MOLA Ascraeus Mons та навколишнього терену. Зверніть увагу на широкі шлейфи лави на південно-західному та північно-східному краях вулкана. Також зверніть увагу на те, що суміжні лавові рівнини на північному заході є значно нижчими, аніж рівнини на південному сході.

Вулкан розташований у центральній та південно-східній частині квадрангла Tharsis за координатами 11.8° пн. ш., 255.5° сх. д., у західній півкулі Марса. Група із трьох менших вулканів (Керавнієво-Уранова група) розташована приблизно за 700 км на північний схід, а Pavonis Mons (середній вулкан Tharsis Montes) лежить за 500 км на південний захід. Кратер Пойнтінг, діаметром у 70 км, перебуває за 300 км на захід-південний захід.
Діаметр Ascraeus Mons становить близько 480 км, а також вулкан є другою за величиною горою на Марсі, із висотою вершини у 18.1 км. Вулкан має дуже низький профіль із середнім нахилом схилу у 7°. Схили найстрімкіші у середній ділянці флангів вулкана, та робляться більш пологими ближче до основи, а також вершини, де розташовані просторе плато та комплекс кальдер (кратерів-западин).
Вулканічні отвори на північно-східному та південно-західному краях вулкана є джерелами широких лавових шлейфів або конусів виносу, під якими поховані частини вулкана, та які простягаються більш ніж на 100 км у навколишні рівнини. південно-західна — північно-східна орієнтація шлейфів відповідає осі, вздовж якої лежить ланцюг вулканів Tharsis Montes. Наявність лавових шлейфів спричинює певні неузгодження при вимірюванні розмірів вулкана. Якщо ці шлейфи вважати частиною гори, тоді виміри Ascraeus Mons можна вважати близькими до 375 × 870 км.
Як і більша частина провінції Tharsis, вулкан Ascraeus Mons має високе значення альбедо (ступінь відбиття сонячного світла) та низьку теплову інерцію, а це свідчить про те, що вулкан та навколишні території покриті значною кількістю дрібнозернистого пилу (див. Поверхня Марса). Пил утворює мантію на поверхні, яка приховує чи згладжує більшу частину рельєфу та геологічних деталей цього регіону. Тарсис має таку кількість пилу на поверхні, ймовірно, через свої значні висоти. Густина атмосфери є надто низькою, аби розворушити та усунути пил після осідання на поверхні. Атмосферний тиск на вершині Ascraeus Mons в середньому становить 100 паскалів (1.0 мбарів); такий тиск — це лише 17% від середнього поверхневого тиску, який становить близько 600 паскалів.
Гора Аскрійська оточена рівнинами, утвореними з лавових потоків, вік яких сягає середнього-пізнього амазонського періоду. Висота рівнин в середньому сягає 3 км над датумом (марсіанським «рівнем моря»), через що рівень середнього вертикального рельєфу вулкана становить 15 км. Однак, висота рівнин дуже варіюється. Рівнини на північний захід від вулкана у висоту сягають менш ніж 2 км, тоді як на південному сході рівнини значно вищі (>3 км).
Лавові рівнини на північний захід від Ascraeus Mons відзначаються тим, що мають дві темні ерозійні западини, знімки яких виконала камера HiRISE, що на космічному апараті Mars Reconnaissance Orbiter (MRO) в листопаді 2010 року (ці знімки можна переглянути в галереї внизу). Ці западини нагадують ті, що були знайдені поблизу Arsia Mons космічним апаратом Mars Odyssey. Дві виявлені западини діаметром сягають 180 та 310 м, і більша з них у глибину сягає приблизно 180 метрів. Східні стінки цих западин складаються зі стрімких, навислих виступів. На дні обидвох западин містяться різні відкладення та великі валуни. Вважають, що ці ерозійні кратери без кільцевих валів утворилися внаслідок западання поверхневої речовини у підповерхневу порожнину, яка сформувалася як залишок дайки чи лавового тунелю. Вони аналогічні земним вулканічним ерозійним кратерам, таким як кратер Горло Диявола у верхній східній ущелині вулкана Кілавеа на Гаваях. У деяких випадках такі утворення позначають світлові отвори/входи до лавових печер під поверхнею.

## Геологія
Поверхня вулкана Ascraeus Mons утворилася з багатьох тисяч потоків рідкої базальтової лави. Якщо не брати до уваги величезний розмір вулкана, своєю формою він нагадує земні щитові вулкани на кшталт тих, що утворюють Гавайські острови. Сторони Ascraeus Mons покриті вузькими, лопатеподібними лавовими потоками та лавовими каналами. Чимало з таких лавових потоків мають своєрідні дамби вздовж країв. Ці дамби — це паралельні кряжі, що сформувалися вздовж країв лавових потоків. Холодніші, зовнішні межі потоків остигали, тоді як всередині утворювався жолоб, по якому текла розплавлена, рідка лава. Лавові тунелі, що частково провалилися, на поверхні виглядають як ланцюги ерозійних кратерів.
Досліджуючи морфології структур із лавових потоків на Ascraeus Mons, геологи отримують змогу підрахувати реологічні властивості лави та приблизно визначити швидкість, з якою вона витікала під час виверження. Результати цих досліджень свідчать про те, що лава мала дуже високу текучість (низьку в'язкість) із низькою границею плинності, що нагадує гавайські та ісландські лавові потоки. Середня швидкість виверження становила близько 185 м3/сек. Цю швидкість теж можна порівняти зі швидкістю потоків що спостерігалися на Гаваях та в Ісландії. Радарні дослідження, що проводилися із Землі, виявили, що Ascraeus Mons має більшу силу радарного відлуння, аніж інші вулканічні утворення на планеті. Це може свідчити про те, що лавові потоки на схилах вулкана утворилися з аа-лави — цей висновок також підтверджується фотогеологічним аналізом морфології лавових потоків.

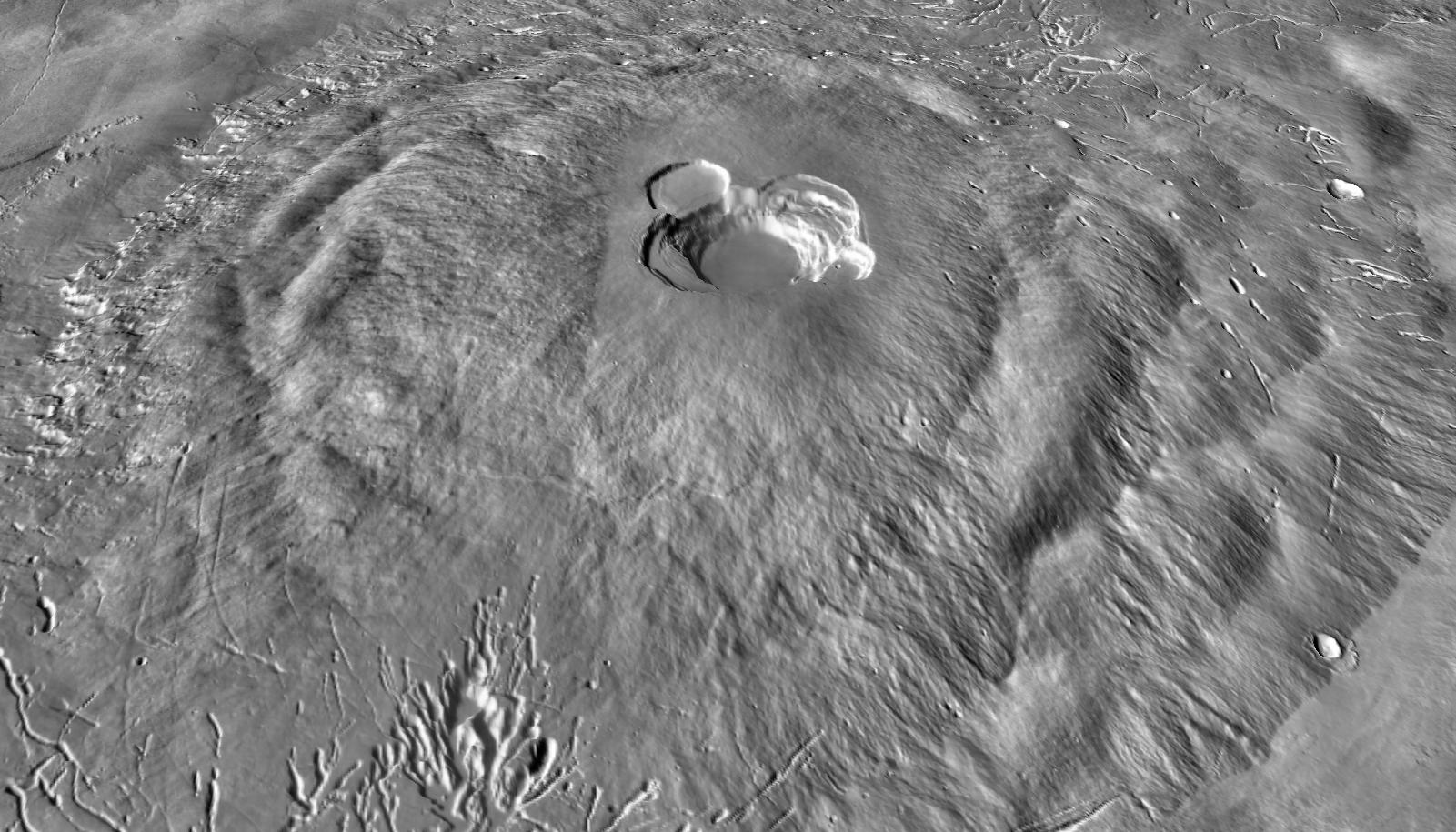
Бокові тераси на схилах Ascraeus Mons дають північно-західному (зліва) та південно-східному (справа) бокам дещо пом'ятого вигляду. Зверніть увагу на численні депресії та канали на південно-західному схилі вулкана (внизу). Вертикальне перебільшення 3x. Зображення виконане на основі мозаїки інфрачервоних знімків камери THEMIS, та даних топографії MOLA.

Боки вулкана Ascraeus Mons мають пом'ятий вигляд через численні низькі, заокруглені терасоподібні утворення, що відходять концентрично від вершини вулкана. Ці тераси лежать на відстані від 30 до 50 км одна від одної, їхня довжина сягає 100 км, радіальна ширина — 30 км, та висота — близько 3 км. Окремі тераси не є суцільними утвореннями, що окільцьовують вулкан — вони, радше, складаються із окремих дугоподібних сегментів, що взаємно накладаються один на одного, тим самим формуючи лускоподібний візерунок. Їх розцінюють як поверхневе вираження насувів, що утворилися внаслідок компресії вздовж схилів вулкана. Бокові тераси є типовими також для Olympus Mons та інших щитових вулканів у провінції Тарсис. Джерела сил компресії все ще залишаються об'єктом наукових суперечок. Бокові тераси можуть бути наслідком компресійного провалу вулкана, прогинання літосфери під ним через його величезну вагу, циклів наповнення та спустошення магматичної комори, або неглибоких гравітаційних зсувів породи.

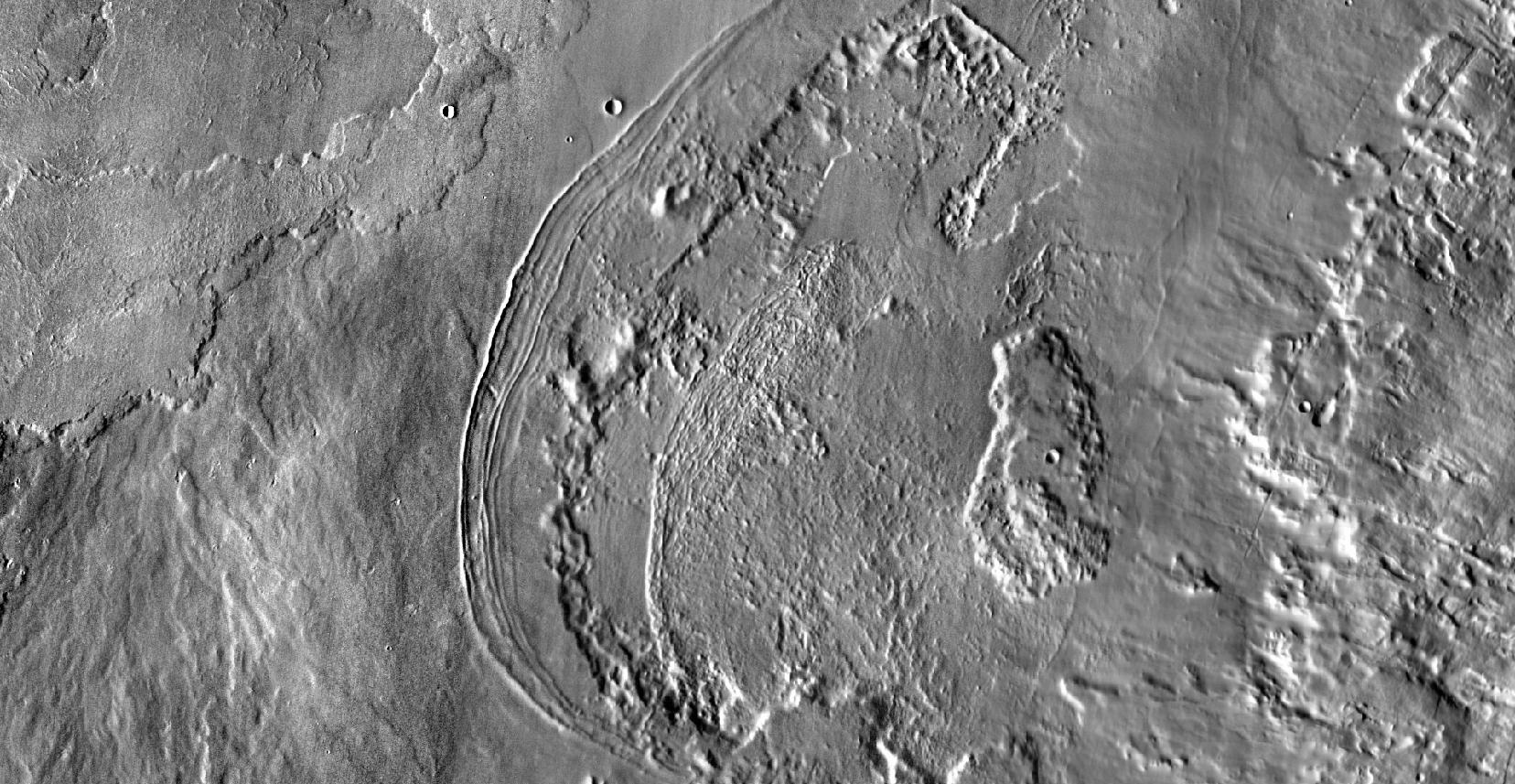
Денна інфрачервона мозаїка знімків, виконана камерою THEMIS. Конусоподібне відкладення на західному краю Ascraeus Mons. Вважають, що такі відкладення є льодовиковими моренами, утвореними із гірських льодовиків.

Розломи, або бокові отвори на південно-західному та північно-східному краях вулкана — це джерела лавових шлейфів, що простягаються на навколишні рівнини. Видається, що ці розломи утворилися шляхом об'єднання численних, вузьких борозноподібних депресій. У деяких місцях ці депресії утворюють звивисті канали із островами та іншими подібними деталями, які свідчать про ерозію під впливом рідини. Ці канали або утворилися переважно під впливом води, або ж лава все ще залишається предметом суперечок, хоча масштабні дослідження різними вченими аналогічних середовищ (напр., Гаваї, Місяць, інші місця на Марсі) та морфологічних особливостей, привели до висновку, що вулканічне походження є найбільш ймовірним.
Комплекс кальдер складається із центральної кальдери, оточеної чотирма іншими кальдерами. Центральна кальдера у діаметрі сягає 24 км, та 3.4 км у глибину, і є наймолодшою з усіх цих утворень. Підрахунок кратерів свідчить про те, що вік центральної кальдери становить близько 100 млн років. Вік суміжних кальдер — 200, 400 та 800 млн років, або й більше. Невелика, частково збережена депресія на південний схід від основної кальдери, віком може сягати навіть 3.8 мільярда років. Якщо ці дати відповідають дійсності, вулкан Ascraeus Mons міг бути активним впродовж більшої частини марсіанської історії.
Площа зі своєрідними відкладеннями, що мають форму віяла, розташована на західному схилі вулкана. Ці відкладення складаються із зони вузлуватого рельєфу, межі якої відзначені напівкруглою зоною концентричних кряжів. Схожі відкладення були також виявлені і на північно-західних краях двох інших вулканів Tharsis Montes — Pavonis Mons та Arsia Mons, а також на Olympus Mons. Конусоподібні відкладення на Ascraeus Mons є найменшими з усіх, виявлених у регіоні Tharsis Montes — вони покривають площу у 14 000 км2 та простягаються від підніжжя вулкана на 100 км. Щодо походження цих відкладень десятиліттями точаться суперечки в наукових колах. Однак, останні геологічні відкриття дозволяють припускати, що вони є залишками льодовиків, що покривали частини вулканів протягом останнього періоду найбільшого нахилу осі обертання. Під час таких періодів полярні регіони отримують більшу кількість сонячного світла. Більше води з полюсів потрапляє в атмосферу і конденсується в ній у формі льоду або ж випадає як сніг у холодніших екваторіальних регіонах. Марс змінює нахил своєї осі від 15° до 35° у циклах, що тривають до 120 000 років.

## Галерея
| |
| Знімок лопатеподібних лавових потоків на схилі Ascraeus Mons, виконаний камерою MOC, що на космічному апараті Mars Global Surveyor. |

| |
| Знімок лавового каналу на північно-східній частині вершини Ascraeus Mons, виконаний камерою MOC, що на космічному апараті Mars Global Surveyor. |

| |
| Знімок каналоподібних лавових потоків зі своєрідними природними дамбами на північному схилі Ascraeus Mons. Знімок HiRISE. |

| |
| Знімок темних западин без кільцевих валів на північному заході вулкана Ascraeus Mons. Знімок HiRISE. |

| |
| Наближене зображення западини на північному заході вулкана Ascraeus Mons. Контраст знімка був дещо змінений, аби можна було розгледіти деталі всередині. |

|                                                                                             |
| Канали на північно-західному боці Ascraeus Mons. Деякі з них можуть бути лавовими тунелями. |